# Compagnie de gestion de Matane
La compagnie de gestion de Matane Inc. (COGEMA) fournit un service de traversier ferroviaire entre Matane et la Côte-Nord permettant de lier les ports de Baie-Comeau, Port-Cartier et Sept-Îles. Le traversier-rail, en fonction depuis l'hiver 1978, permet de relier le réseau ferroviaire de la Côte-Nord au reste de l'Amérique du Nord assurant ainsi l'acheminement de marchandises telles que le bois, le papier et les métaux. La compagnie, basée à Matane, est une filiale du Canadien National depuis 2008. La compagnie de gestion de Matane Inc. exploite aussi une ligne ferroviaire de Mont-Joli à Matane. Les installations de transbordement ferro-portuaire de Baie-Comeau sont gérées par la Société du port ferroviaire de Baie-Comeau - Hauterive (SOPOR) tandis que celles de Matane sont assurées par le chemin de fer de la Matapédia et du Golfe. Le navire transporte également des équipements industriels pour les compagnies minières et Hydro-Québec. Le traversier-rail George-Alexandre-Lebel effectue cinq aller-retours entre Matane et Baie-Comeau par semaine, en plus de se rendre au port de Sept-îles quelques fois par mois.  

## Histoire
Avec la présence d'entreprises multinationales sur la Côte-Nord pour l'exploitation des ressources naturelles, des groupes d'hommes d'affaires et de citoyens se sont mobilisés pour la création d'un lien maritime pour favoriser le développement économique dès les années 1950. Ce n'est qu'au début des années 1970 que le projet commence à prendre forme à la suite des recommandations d'une étude demandée par le gouvernement fédéral sur le transport dans le Bas-Saint-Laurent. La compagnie de gestion de Matane est fondée en 1973. Il se concrétise, en 1975, lorsque le Canadian National acquiert le chemin de fer entre Mont-Joli et Matane. Le CN achète le nouveau traversier, l'Incan Saint-Laurent, que le Canadien Pacifique a fait construire au chantier de Vancouver. Le traversier est renommé Georges-Alexandre-Lebel et effectue son premier voyage le 31 janvier 1978,. Le service est principalement utilisé pour le transport de papier produit par la Québec North Shore Paper Company (aujourd'hui Produits forestiers Résolu) et d'aluminium produit par la Société canadienne de métaux Reynolds (aujourd'hui Alcoa) à Baie-Comeau. Le traversier est loué au CN par la COGEMA jusqu'en 1993 où elle en fait l'acquisition. En 2008, la COGEMA est acheté par le CN. 